# Ногата (город)
Но́гата (яп. 直方市 Но:гата-си) — город в Японии, находящийся в префектуре Фукуока. Площадь города составляет 61,78 км², население — 56 732 человека (1 августа 2014), плотность населения — 918,29 чел./км².

## Географическое положение
Город расположен на острове Кюсю в префектуре Фукуока региона Кюсю. С ним граничат города Китакюсю, Иидзука, Миявака и посёлки Курате, Котаке, Фукути.

## Население
Население города составляет 56 732 человека (1 августа 2014), а плотность — 918,29 чел./км². Изменение численности населения с 1980 по 2005 годы:
| 1980 | 62 595 чел. |  |
| 1985 | 64 479 чел. |  |
| 1990 | 62 530 чел. |  |
| 1995 | 61 623 чел. |  |
| 2000 | 59 182 чел. |  |
| 2005 | 57 497 чел. |  |

## Символика
Деревом города считается магнолия крупноцветковая, цветком — тюльпан.